# Live Demonstration
Live Demonstration je demo kazeta britské rockové kapely Oasis z roku 1993. Toto demo jim zajistilo nahrávací smlouvu s Creation Records. Většina skladeb se nakonec kapela vydala i oficiálně, například na debutovém albu Definitely Maybe. Kazeta Live Demonstration byla znovu vydána 12. dubna 2014 k dvacátému výročí Definitely Maybe.

## Seznam skladeb
Autorem všech skladeb je Noel Gallagher.
Strana 1
1. „Cloudburst“
2. „Columbia“
3. „D'yer Wanna Be a Spaceman?“
4. „Strange Thing“

Strana 2
1. „Bring It on Down“
2. „Married with Children“
3. „Fade Away“
4. „Rock 'n' Roll Star“

## Oficiální vydání skladeb
- „Cloudburst“ – vydána jako B-side singlu „Live Forever“
- „Fade Away“ – vydána jako B-side singlu „Cigarettes & Alcohol“ a později na albu The Masterplan
- „Columbia“ – upravená verze dema byla vydána jako white label promo 12" v prosinci 1993; tato vyerze byla též vydána jako B-side singlu „Supersonic“ a na debutovém albu Definitely Maybe
- „D'Yer Wanna Be a Spaceman?“ – vydána jako B-side singlu „Shakermaker“
- „Married with Children“ – vydána na debutovém albu Definitely Maybe
- „Bring It on Down“ – vydána na debutovém albu Definitely Maybe
- „Rock 'n' Roll Star“ – vydána na debutovém albu Definitely Maybe
- „Strange Thing“ – vydána na remasterované edici Definitely Maybe z roku 2014